# Użytkownik informacji

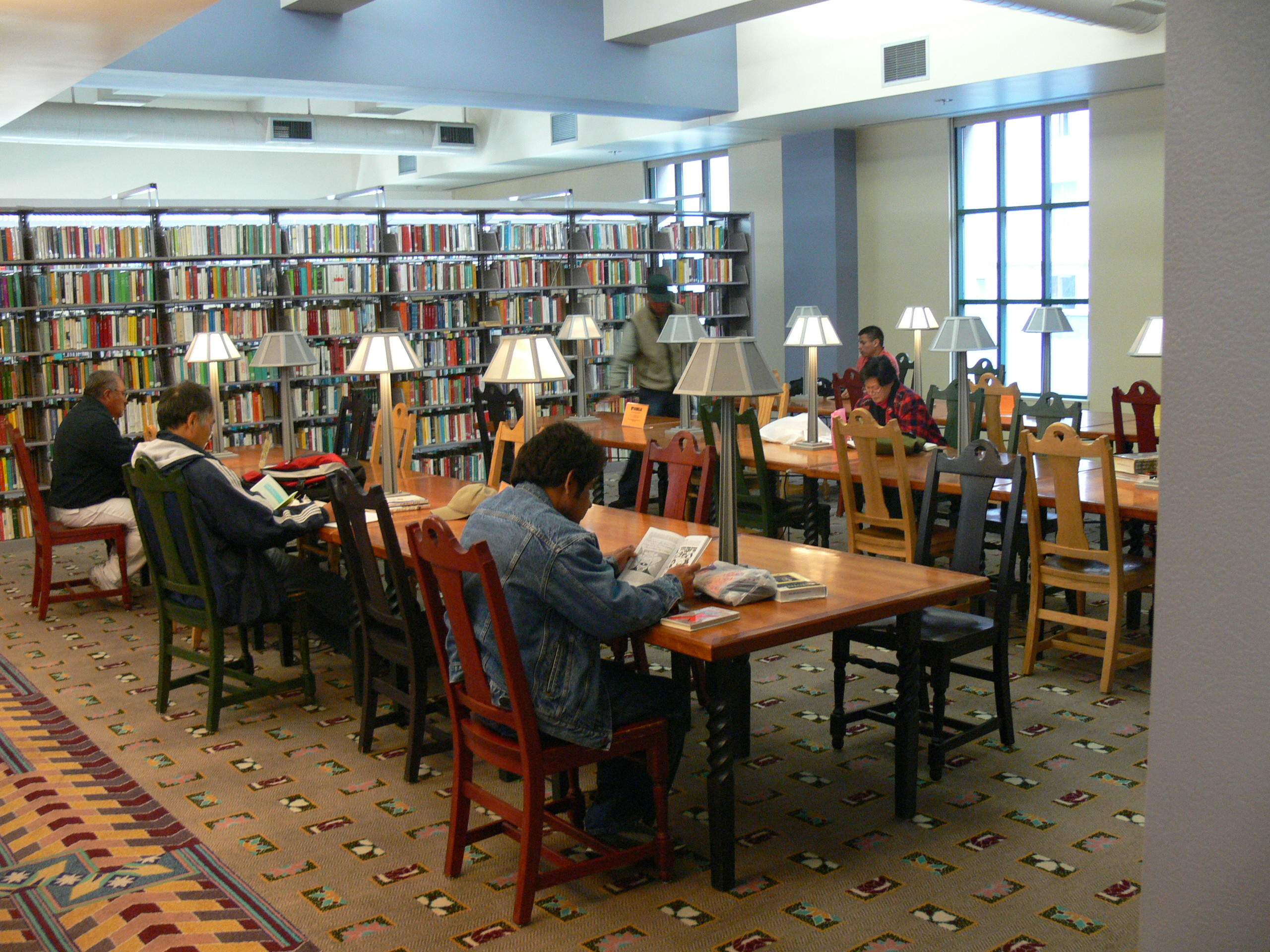
Użytkownicy informacji w bibliotece, Los Angeles, USA

Użytkownik informacji – osoba lub zespół osób korzystające z informacji.
Jest nim zarówno nadawca, jak i odbiorca informacji.
Symbolicznym początkiem systematycznych badań nad użytkownikami informacji są obrady konferencji Royal Society Scientific
Information Conference w 1948 roku w Londynie.
Najważniejszymi czasopismami w tym zakresie są:
- Information Research(inne języki);
- JASIST(inne języki);
- Journal of Documentation.